# Alpen Cup w skokach narciarskich 1991/1992
Alpen Cup w skokach narciarskich 1991/1992 – 2. edycja Alpen Cupu, która rozpoczęła się 22 grudnia 1991 roku w Planicy, a zakończyła 29 lutego 1992 w Klingenthal. Rozegrano 6 konkursów.

## Kalendarz i wyniki
| Lp.                                        | Data                                       | Miejscowość                                | Punkt K                                    | 1. miejsce   | 2. miejsce           | 3. miejsce           |
| ------------------------------------------ | ------------------------------------------ | ------------------------------------------ | ------------------------------------------ | ------------ | -------------------- | -------------------- |
| 1.                                         | 22 grudnia 1991                            | Planica                                    | K-90                                       | Andreas Beck | Urban Franc          | Jure Žagar           |
| 2.                                         | 5 stycznia 1992                            | Bad Goisern                                | K-90                                       | Andreas Beck | Christian Reinthaler | Steffen Siebert      |
| 3.                                         | 12 stycznia 1992                           | Autrans                                    | K-90                                       | Jérôme Gay   | Andreas Beck         | Ingemar Mayr         |
| 4.                                         | 15 lutego 1992                             | Hinterzarten                               | K-90                                       | Andreas Beck | Christian Reinthaler | Adolf Grugger        |
| 5.                                         | 23 lutego 1992                             | Langenbruck                                | K-70                                       | Jérôme Gay   | Adolf Grugger        | Christof Birchler    |
| 6.                                         | 29 lutego 1992                             | Klingenthal                                | K-60                                       | Jure Žagar   | Adolf Grugger        | Christian Reinthaler |
| Alpen Cup 1991/1992 – klasyfikacja końcowa | Alpen Cup 1991/1992 – klasyfikacja końcowa | Alpen Cup 1991/1992 – klasyfikacja końcowa | Alpen Cup 1991/1992 – klasyfikacja końcowa | Andreas Beck | Christian Reinthaler | Jérôme Gay           |

## Klasyfikacja generalna
| Źródło  | Źródło               | Źródło | Źródło |
| Miejsce | Zawodnik             | Punkty |        |
| ------- | -------------------- | ------ | ------ |
| 1.      | Andreas Beck         | 106    |        |
| 2.      | Christian Reinthaler | 72     |        |
| 3.      | Jérôme Gay           | 62     |        |
| 4.      | Adolf Grugger        | 60     |        |
| 5.      | Jure Žagar           | 54     |        |
| 6.      | Ingemar Mayr         | 52     |        |
| 7.      | Dejan Jekovec        | 36     |        |
| 8.      | Sepp Zehnder         | 35     |        |
| 8.      | Andreas Widhölzl     | 35     |        |
| 10.     | Urban Franc          | 32     |        |
| ...     |                      |        |        |